# Сочник
Со́чник, со́чень — выпечка в виде сложенной пополам лепёшки с полуоткрытой или закрытой начинкой. Различают сочни сладкие из песочного теста (например, с творожной начинкой), и сочни из дрожжевого и других видов теста с рыбным фаршем, тёртым сыром и другими начинками.
Название изделия происходит от слова сок, так как первоначально сочень представлял собой пресную лепёшку, смазанную густым соком (маслом) из семян конопли, либо лепёшку из теста на соке. Готовили такие лепёшки (а также сочиво) только на Рождественский сочельник (канун Рождества Христова). В Тверской области сочни на этот праздник пекли с ягодами.
В псковских говорах отмечается, что сочни пеклись в поминальные дни. В некоторых других говорах (например, в амурских), сочни называются лепёшками.
Ричард Джемс в XVII веке оставил такое описание сочни (sotchne): «так называют тонко испеченные блинчики, приготовленные из яиц, пшеничной муки и масла, они пекутся тонко-тонко наподобие наших бисквитов или скорее хрустов (хрустящих блинов)».